# Saweljew-Vierdecker
Der Saweljew-Vierdecker (russisch Четырехплан Савельева, Tschetyrechplan Saweljewa) war der Prototyp eines russischen Militärflugzeugs.

## Entwicklung
Gemeinsam mit Wladislaw Zalewski baute Wladimir Saweljew 1916 einen doppelsitzigen Aufklärer in der Auslegung als Vierdecker, durch die er eine hohe Manövrierfähigkeit anstrebte. Der Rumpf wurde von einer Morane G übernommen, der einstielige Flügelkasten dagegen völlig neu konstruiert. Am 15. April 1916 konnte der mit einem 80-PS-Motor versehene Prototyp eingeflogen werden. Die Flugeigenschaften wurden zwar insgesamt als gut eingeschätzt, das Muster erwies sich in dieser Auslegung aber als untermotorisiert. So baute man später einen 100-PS-Monosoupape ein und nahm noch kleinere Änderungen vor, woran sich eine weitere intensive Erprobung anschloss. Der Entwurf ging aber letztlich nicht in Produktion. Saweljew bemühte sich aber später erneut um eine Vierdecker-Konstruktion, was 1923 zu einem weiteren Prototyp mit kleineren Abmessungen und ausgerüstet mit einem 125-PS-Motor von Gnome-Rhône, führte. Er erreichte eine Höchstgeschwindigkeit von 164 km, blieb aber ebenfalls ein Einzelstück.

## Technische Daten
| Kenngröße             | Daten                                   |
| --------------------- | --------------------------------------- |
| Besatzung             | 2                                       |
| Länge                 | 6,00 m                                  |
| Spannweite            | 8,50 m                                  |
| Flügelfläche          | 24,00 m                                 |
| Leermasse             | 360 kg                                  |
| Startmasse            | 660 kg                                  |
| Flächenbelastung      | 27,50 kp/m²                             |
| Leistungsbelastung    | 8,20 kg/PS                              |
| Triebwerk             | ein Umlaufmotor Gnome mit 80 PS (59 kW) |
| Höchstgeschwindigkeit | 116 km/h                                |
| Gipfelhöhe            | 2000 m                                  |
| Flugdauer             | 3 h                                     |